# Еланка (Абрамовское сельское поселение)
Ела́нка — поселок в Таловском районе Воронежской области.
Входит в состав Абрамовского сельского поселения.

## Население
| 2010 |
| ---- |
| 353  |

## Улицы
- ул. Мира,
- ул. Свободы,
- пер. Солнечный,
- ул. Спортивная,
- ул. Центральная.